# I’m So Excited
I’m So Excited ist ein Lied der Pointer Sisters aus dem Jahre 1982. Es wurde als Single aus ihrem Album So Excited! ausgekoppelt und erreichte Platz 30 der Billboard Hot 100 und Platz 46 der R&B-Charts. Das Stück wurde auf Platz 264 der „Songs of the Century“ der Recording Industry Association of America (RIAA) gewählt.
Im Sommer 1984 wurde der Song wiederveröffentlicht; der Remix belegte Platz neun der US-Charts und Platz 11 in England. Das Musikvideo zum Lied wurde ebenfalls erst 1984 gedreht. Es zeigt, wie sich die Schwestern zu Hause zum Ausgehen fertigmachen. In der Diskothek tanzen die Frauen dann zu ihrem eigenen Song. Das Lied fand in den Filmen Summer Lovers (1982), Hot Shots! Der zweite Versuch (1991) und Der verrückte Professor (1996) Verwendung.

## Kommerzieller Erfolg

### Chartplatzierungen
| ChartsChartplatzierungen       | Höchstplatzierung | Wochen |
| ------------------------------ | ----------------- | ------ |
| Vereinigte Staaten (Billboard) | 9 (40 Wo.)        | 40     |

### Auszeichnungen für Musikverkäufe
| Land/Region                  | Auszeichnungen für Musikverkäufe (Land/Region, Auszeichnung, Verkäufe) | Verkäufe  |
| ---------------------------- | ---------------------------------------------------------------------- | --------- |
| Dänemark (IFPI)              | Platin                                                                 | 90.000    |
| Deutschland (BVMI)           | Gold                                                                   | 250.000   |
| Neuseeland (RMNZ)            | Platin                                                                 | 30.000    |
| Spanien (Promusicae)         | Platin                                                                 | 60.000    |
| Vereinigtes Königreich (BPI) | Platin                                                                 | 600.000   |
| Insgesamt                    | 1× Gold · 4× Platin ·                                                  | 1.030.000 |

## Coverversionen
- 1998: The Weather Girls
- 1998: Nina Badrić
- 2004: Le Tigre
- 2007: Lara Fabian
- 2010: Köbes Underground
- 2011: Sarah Engels
- 2014: Lordi
- 2025: Royal Republic